# La vis
La vis ist eine französische Kurzfilmkomödie von Didier Flamand aus dem Jahr 1993.

## Handlung
Herr K entdeckt beim Heimwerken in seinem Schraubenkasten eine Schraube, die zwar ein Gewinde hat, der jedoch im Kopf der Schlitz fehlt. Auch andere Schrauben haben diesen Fehler. Nach einem kurzen Disput mit seiner Frau, die in der Küche in einem überdimensionalen Topf rührt, begibt sich K wütend zum Kaufhaus Metallika. Hier wird er Zeuge verschiedener absurder Szenen, so eines Experiments mit einem Feuerlöscher, das schiefgeht, sowie der Demonstration einer Maschine, die Kirschen produziert. K bringt seine Schraubenbeschwerde zunächst bei einem kleinen Verkäufer an. Als dieser ihm nicht weiterhelfen kann, besteht K darauf, mit dem Direktor des Kaufhauses zu sprechen. Widerwillig erhält er ein entsprechendes Schriftstück. Im Fahrstuhl erlebt K ebenfalls diverse unglaubliche Szenen, so eine kleine Musikkapelle, die direkt in der Kabine spielt. Der Liftboy weigert sich zunächst, K zur Etage des Direktors zu bringen, wird jedoch durch das Schriftstück überzeugt.
K fragt sich zum Direktor durch, der die Schraube schließlich betrachtet. Nach und nach werden immer mehr Personen, darunter die Schraubenkonstrukteure, in die Suche nach einer Erklärung für die Schraubenentstehung einbezogen. Ein Techniker kann schließlich auslesen, wer die Schraube hergestellt hat. Der Mann, der K ähnelt, wird zum Direktor bestellt und zur Rede gestellt. Unsicher, dann jedoch immer heftiger, bezeichnet er die Schraube (vis) als Nagel (clou) und hämmert sie trotz Gewinde in die Wand. Alle Beteiligten sind hocherfreut.

## Produktion
La vis war das Regiedebüt von Schauspieler Didier Flamand. Der Film wurde im Palais de Tokyo gedreht. Eine Besonderheit des Films ist, dass er auf eine Phantasiesprache zurückgreift, die unverständliche Worte mit deutschen, französischen und englischen Bruchstücken mischt. Im Film ist auch schriftliches Kauderwelsch zu sehen, so steht am Aufzug das Wort Azsentzor (Personenaufzug, frz. „ascenseur“) sowie in der Kabine Nei parlat conduktür (Nicht mit dem Fahrer sprechen, frz. „Ne pas parler au conducteur“). Im Vorspann des Films wird der Titel mit Dá viss angegeben und als La vis untertitelt. La vis wurde in Schwarzweiß gedreht; Kritiker bezeichneten die Atmosphäre des Films als kafkaesk.
Die Kostüme schufen Christine Bernardet, Marylin Fitoussi, Claire Fraisse und Annick Mainguet-Suares, die Filmbauten stammten von Didier Flamands Bruder Thierry Flamand. Der Film erlebte im Mai 1993 im Rahmen der Internationalen Filmfestspiele von Cannes seine Premiere.

## Auszeichnungen
La vis wurde 1994 für einen Oscar in der Kategorie Bester Kurzfilm nominiert und erhielt im selben Jahr auf dem Chicago International Film Festival eine Nominierung für einen Gold Hugo in der Kategorie Bester Kurzfilm. Im Jahr 1995 wurde der Film mit einem César in der Kategorie Bester Kurzfilm ausgezeichnet.